# (480806) 1083 T-1
(480806) 1083 T-1 es un asteroide perteneciente al cinturón de asteroides, descubierto el 25 de marzo de 1971 por Cornelis Johannes van Houten en conjunto a su esposa también astrónoma Ingrid van Houten-Groeneveld y el astrónomo Tom Gehrels desde el Observatorio del Monte Palomar, Estados Unidos.

## Designación y nombre
Designado provisionalmente como 1083 T-1.

## Características orbitales
1083 T-1 está situado a una distancia media del Sol de 2,631 ua, pudiendo alejarse hasta 3,425 ua y acercarse hasta 1,836 ua. Su excentricidad es 0,301 y la inclinación orbital 6,797 grados. Emplea 1558,80 días en completar una órbita alrededor del Sol.

## Características físicas
La magnitud absoluta de 1083 T-1 es 16,7.